# Oribella matritensis
Oribella matritensis är en kvalsterart som beskrevs av Arillo, Bordel och Subías 1988. Oribella matritensis ingår i släktet Oribella och familjen Oribellidae. Inga underarter finns listade i Catalogue of Life.